# وردپاتکان
وردپاتکان نام قدیم گلپایگان شهرستان امروزی از استان اصفهان بوده‌است. وَرد به معنای گل سرخ و پاتکان به معنای سرزمین می‌باشد، یعنی در اصل وردپاتکان در زبان فارسی به معنای سرزمین گل سرخ می‌باشد.

دهخدا درباره وردپاتکان اینگونه فرموده است:
چون در میان سخن نام گلپایگان برده گفتیم اصل آن وردپاتکان بود بهتر آن است که در پایان گفتار چند سطری هم دربار آن نام بنگاریم: کلمه ورد یا وارد بمعنی گل سرخ فارسی است نه عربی. تازیکان کلمه را از فارسی برداشته چنانکه ارمنیان هم برداشته‌اند و بمعنی گل سرخ بکار میبرند. بلکه باید گفت که کلمه ورد با کلمه گل یکی است... 
 در علم زبانشناسی پارسی این معلوم است که بسیاری از واوهای زبان قدیم در زبان امروز تبدیل به گاف شده چنانکه کلمه‌های گزند و گراز و گرگ در اصل وزند و وراز و ورگ بوده و مانند اینها بسیار است واو «وارد» هم تبدیل به گاف شده و کلمه گارد یا گرد گردیده است.
گلپایگان از ترکیب سه کلمه ( گل - پای - گان ) تشکیل شده‌است.
نام اولیه شهر، گردپاذگان بوده‌است.(برهان قاطع،۱۳۶۱، ذیل گلپایگان)، گروهی دیگر نام اصلی آن را گَرپادگان به معنی کوهپایه می‌دانند. «گَر» در زبان پارسی میانه به معنای کوه‌است. 
در اواخر ساسانیان و اوائل اسلام «گردپادگان» خوانده می‌شد و تازیکان معرب نموده «جرباذکان» نامیده‌اند. (معجم البلدان یاقوت دیده شود). سپس از روی قاعده دیگری که آن نیز در زبانشناسی ایران معروف است، را و دال تبدیل به لام گشته و کلمه گارد مبدل بگال و سپس مبدل بگول و سپس مبدل به گل شده و بالاخره وردپاتکان و گلپایگان، شده یعنی شهر گلباد، و چنانکه گفتیم گلباد از نامهای معروف ایرانی بوده‌است. (مقالات کسروی ج ۱ صفحه ۱۲۲-۱۲۱)
برخی گفته‌اند در اصل «ورتپاتکان» به معنی شهر یا سرزمین ورتپات بوده که یکی از نام‌های ایران نیز می‌باشد. سپس به مرور زمان وردپاتکان، «وردپاذکان»، «گردپاذکان»، گلپادگان و سرانجام گلپايگان شده‌است. 
ورد، به معنی گل سرخ است و در نتیجه تغییراتی که از روی قواعد زبان شناختی در آن روی داده، واژه ورد تبدیل به « گل » شده‌است. پات از مصدر پاییدن، به معنی نگاهبانی کردن است. و «وردپات» گل نگاهدار معنی می‌دهد. پات پس از مدتی «پاذ» و سرانجام تبدیل به «پای» شده‌است. واژه «کان» که سپس «گان» گردیده در آخر نام شهرها و آبادی‌های بسیاری چون اردکان، زنگان، ارزنگان و ارزنکان… آمده‌است.